# Casa de Josep Caldés
La Casa de Josep Caldés és una obra de Sant Cugat del Vallès (Vallès Occidental) protegida com a Bé Cultural d'Interès Local.

## Descripció
Es tracta d'una casa de planta i pis amb una disposició simètrica de les obertures. A banda i banda de la porta d'entrada i hi ha un finestra. A la part central del primer pis hi ha un balcó i una finestra a cada costat. Les obertures estan emmarcades i una motllura separa la planta baixa del pis. L'immoble està coronat amb una balustrada de peces ceràmiques de la terrisseria Arpí.
La llicència d'obres fou sol·licitada per Josep Caldés i Llunell segons el projecte del mestre d'obres Jaume Sagalés Matas. L'Ajuntament li atorgà la llicència el 5 de maig de 1874.

## Història
La llicència d'obres fou sol·licitada per Josep Caldés i Llunell segons el projecte del mestre d'obres Jaume Sagalés Matas. L'Ajuntament li atorgà la llicència el 5 de maig de 1874.